# Diaphananthe sarcorhynchoides
Diaphananthe sarcorhynchoides är en orkidéart som beskrevs av J.B.Hall. Diaphananthe sarcorhynchoides ingår i släktet Diaphananthe och familjen orkidéer. Inga underarter finns listade i Catalogue of Life.